# Wiener Feinbäckerei Heberer
Die Wiener Feinbäckerei Heberer GmbH  (unter dem Dach der Heberer GmbH & Co. KG mit Sitz in Mühlheim am Main) ist mit zwei Produktionsstandorten in Mühlheim am Main und Zeesen (Landkreis Dahme-Spreewald in Brandenburg) und ca. 220 Filialen einer der führenden Filialisten im deutschen Bäckereimarkt mit bundesweit den meisten Frequenzstandorten an Bahnhöfen, U-Bahnhöfen und Flughäfen.

## Unternehmensportrait

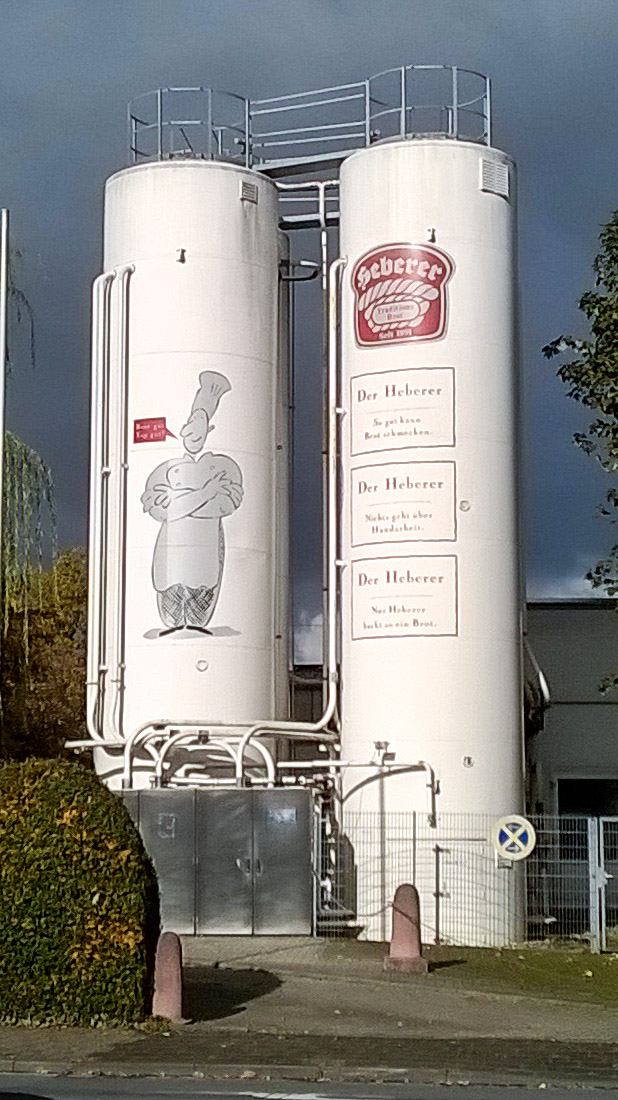
Mehlsilo am Sitz der Wiener Feinbäckerei Heberer

Das 1891 in Offenbach durch Georg I. Heberer gegründete Unternehmen wird heute in fünfter Generation von den Geschwistern Sandra und Georg P. Heberer als gemeinsame Geschäftsführer geleitet. Die vorherigen Geschäftsführer Alexander und Georg Heberer fungieren weiterhin als Gesellschafter der Dachorganisation Heberer GmbH & Co. KG. Seit 1972 befindet sich der Firmensitz in Mühlheim am Main. Heberer‐Filialen gliedern sich in die zwei wesentlichen Marken Wiener Feinbäckerei und im Premiumsegment Erster Wiener mit geographischem Schwerpunkt im Rhein-Main-Gebiet, Berlin, Brandenburg und Thüringen sowie an sogenannten Hochfrequenzstandorten wie Flughäfen und Bahnhöfen. Daher bestehen auch Filialen z. B. in Karlsruhe und Köln. Die erste Filiale des Konzeptes „Heberer´s Traditional Bakery“ wurde 2012 am Frankfurter Flughafen eröffnet. Dieses Konzept, bei dem vor Ort für den Kunden sichtbar Teigware hergestellt und gebacken wird, wurde speziell für Flughafenstandorte bzw. Hochfrequenzlagen entwickelt, um die Idee „moderne Erlebnisgastronomie“ voranzutreiben. Neben dem Filialbetrieb vertreibt das Unternehmen die hauseigenen Produkte über das Großkundengeschäft. Zum Großkundenprofil zählen z. B. Kliniken, Pflegeheime, Studentenwerke sowie gastronomische Betriebe. Seit 2020 besteht die Zusammenarbeit mit Aldi Süd, hierbei werden ausgewählte Aldi Süd-Filialen im Rhein-Main-Gebiet mit Heberer-Produkten beliefert. Des Weiteren bemüht sich das Unternehmen um Nachhaltigkeit, z. B. bei Energieeinsatz, Reduktion Verpackungsmaterial, bedarfsorientierte Produktion, und unterstützt diverse soziale Projekte.